# لودا (خواننده)
لی لو-دا (کره‌ای: 이루다؛ زادهٔ ۶ مارس ۱۹۹۷) که بیشتر با نام لودا (Luda) شناخته می‌شود، خواننده اهل کره جنوبی است. او به عنوان یکی از اعضای گروه دخترانه کازمیک گرلز فعالیتش را آغاز کرد که توسط استارشیپ و یه‌هوا در سال ۲۰۱۶ تشکیل شد. از مجموعه‌هایی که وی در آن نقش‌آفرینی کرده می‌توان به بیستمین ۲۰ سالگی من (۲۰۲۳) اشاره کرد.